# 1999 RZ214
1999 RZ214, também escrito como 1999 RZ214, é um objeto transnetuniano (TNO) que está localizado no disco disperso, uma região do Sistema Solar. Este corpo celeste possui uma magnitude absoluta (H) de 7,8 e, tem um diâmetro estimado com cerca de 121 km, por isso existem poucas chances que o mesmo possa ser classificado como um planeta anão, devido ao seu tamanho relativamente pequeno.

## Descoberta
1999 RZ214 foi descoberto no dia 06 de setembro de 1999 pelos astrônomos C. A. Trujillo, J. X. Luu e D. C. Jewitt.

## Órbita
A órbita de 1999 RZ214 tem uma excentricidade de 0.566 e possui um semieixo maior de 84.851 UA. O seu periélio leva o mesmo a uma distância de 36.791 UA em relação ao Sol e seu afélio a 132.910.